# Anemonia erythraea
Anemonia erythraea is een zeeanemonensoort uit de familie Actiniidae.
Anemonia erythraea is voor het eerst wetenschappelijk beschreven door Hemprich & Ehrenberg in Ehrenberg in 1834.